# James Tavernier
James Henry Tavernier (Bradford, 31 oktober 1991) is een Engels voetballer die speelt als rechtsback voor de Schotse club Rangers, waarvan hij de aanvoerder is.

## Carrière
Tavernier doorliep de jeugdopleiding van Leeds United en vertrok in 2008 naar Newcastle United. Op 22 september 2009 maakte hij zijn debuut voor die club in een League Cup-duel tegen Peterborough United. 
Tijdens zijn tijd in Newcastle werd hij verhuurd aan achtereenvolgens Gateshead, Carlisle United, Sheffield Wednesday, Milton Keynes Dons, Shrewsbury Town en Rotherham United. 
In juni 2014, na slechts twee competitiewedstrijden gespeeld te hebben voor Newcastle, tekende hij bij  Wigan Athletic. In de tweede seizoenshelft werd hij verhuurd aan Bristol City, dat op dat moment één niveau lager (League One) dan Wigan speelde. 
In juli 2015 tekende Tavernier bij het Schotse Rangers. Daar is hij sindsdien een vaste waarde en aan het begin van het seizoen 2018-19 werd hij door trainer Steven Gerrard aangewezen als aanvoerder. 

## Clubstatistieken
| Seizoen | Club                  | Land               | Competitie           | Competitie | Competitie | Competitie | Beker | Beker | Beker | Internationaal | Internationaal | Internationaal | Totaal | Totaal | Totaal |
| Seizoen | Club                  | Land               | Competitie           | Wed.       | Dlp.       | Ass.       | Wed.  | Dlp.  | Ass.  | Wed.           | Dlp.           | Ass.           | Wed.   | Dlp.   | Ass.   |
| ------- | --------------------- | ------------------ | -------------------- | ---------- | ---------- | ---------- | ----- | ----- | ----- | -------------- | -------------- | -------------- | ------ | ------ | ------ |
| 2009/10 | Newcastle United      | Vlag van Engeland  | Championship         | 0          | 0          | 0          | 1     | 0     | 0     | —              | —              | —              | 1      | 0      | 0      |
| 2010/11 | Newcastle United      | Vlag van Engeland  | Premier League       | 0          | 0          | 0          | 1     | 0     | 0     | —              | —              | —              | 1      | 0      | 0      |
| 2010/11 | → Gateshead           | Vlag van Engeland  | National League      | 9          | 0          | 0          | 0     | 0     | 0     | —              | —              | —              | 9      | 0      | 0      |
| 2011/12 | → Carlisle United     | Vlag van Engeland  | League One           | 16         | 0          | 0          | 1     | 0     | 0     | —              | —              | —              | 17     | 0      | 0      |
| 2011/12 | → Sheffield Wednesday | Vlag van Engeland  | League One           | 6          | 0          | 0          | 2     | 0     | 0     | —              | —              | —              | 8      | 0      | 0      |
| 2011/12 | → MK Dons             | Vlag van Engeland  | League One           | 7          | 0          | 1          | 0     | 0     | 0     | —              | —              | —              | 7      | 0      | 1      |
| 2012/13 | Newcastle United      | Vlag van Engeland  | Premier League       | 2          | 0          | 0          | 2     | 0     | 0     | 4              | 0              | 0              | 8      | 0      | 0      |
| 2013/14 | → Shrewsbury Town     | Vlag van Engeland  | League One           | 1          | 0          | 0          | 1     | 0     | 0     | —              | —              | —              | 2      | 0      | 0      |
| 2013/14 | → Rotherham United    | Vlag van Engeland  | League One           | 30         | 5          | 6          | 1     | 0     | 0     | —              | —              | —              | 31     | 5      | 6      |
| 2014/15 | Wigan Athletic        | Vlag van Engeland  | Championship         | 11         | 0          | 0          | 2     | 0     | 0     | —              | —              | —              | 13     | 0      | 0      |
| 2014/15 | → Bristol City        | Vlag van Engeland  | League One           | 12         | 3          | 1          | 1     | 0     | 0     | —              | —              | —              | 13     | 3      | 1      |
| 2015/16 | Rangers               | Vlag van Schotland | Scottish Premiership | 36         | 10         | 18         | 14    | 5     | 5     | —              | —              | —              | 50     | 15     | 23     |
| 2016/17 | Rangers               | Vlag van Schotland | Scottish Premiership | 36         | 1          | 6          | 8     | 1     | 1     | —              | —              | —              | 44     | 2      | 7      |
| 2017/18 | Rangers               | Vlag van Schotland | Scottish Premiership | 38         | 8          | 8          | 6     | 1     | 1     | 2              | 0              | 0              | 46     | 9      | 9      |
| 2018/19 | Rangers               | Vlag van Schotland | Scottish Premiership | 37         | 14         | 14         | 6     | 0     | 3     | 14             | 3              | 3              | 57     | 17     | 20     |
| 2019/20 | Rangers               | Vlag van Schotland | Scottish Premiership | 24         | 3          | 9          | 5     | 0     | 1     | 17             | 0              | 5              | 46     | 3      | 15     |
| 2020/21 | Rangers               | Vlag van Schotland | Scottish Premiership | 33         | 12         | 11         | 3     | 2     | 1     | 10             | 5              | 4              | 46     | 19     | 16     |
| 2021/22 | Rangers               | Vlag van Schotland | Scottish Premiership | 26         | 6          | 12         | 3     | 1     | 0     | 10             | 3              | 2              | 39     | 10     | 14     |
| 2022/23 | Rangers               | Vlag van Schotland | Scottish Premiership | 38         | 16         | 8          | 7     | 0     | 1     | 10             | 2              | 1              | 55     | 18     | 10     |
| 2023/24 | Rangers               | Vlag van Schotland | Scottish Premiership | 38         | 17         | 10         | 8     | 4     | 2     | 12             | 3              | 0              | 58     | 24     | 12     |
| 2024/25 | Rangers               | Vlag van Schotland | Scottish Premiership | 27         | 4          | 7          | 6     | 1     | 2     | 13             | 0              | 3              | 46     | 5      | 12     |
| TOTAAL  | TOTAAL                | TOTAAL             | TOTAAL               | 427        | 99         | 111        | 78    | 15    | 17    | 92             | 16             | 18             | 597    | 130    | 146    |

Bijgewerkt tot en met 10 april 2025.

## Persoonlijk
Hij is de oudere broer van voetballer Marcus Tavernier.
1 Butland ·
2 Tavernier  ·
3 Yılmaz ·
4 Pröpper ·
5 Souttar ·
7 Cortés ·
8 Barron ·
9 Dessers ·
10 Diomand ·
11 Lawrence ·
14 Bajrami ·
17 Matondo ·
18 Černý ·
19 Nsiala ·
20 Dowell ·
21 Sterling ·
22 Jefté ·
24 Kasanwirjo ·
27 Balogun ·
29 Igamane ·
30 Hagi ·
31 Kelly ·
38 King ·
43 Raskin ·
44 Devine ·
45 McCausland ·
51 Lowry ·
99 Danilo ·
Coach: Clement
· Assistent-coach: Van der Heyden
· Assistent-coach: Rae
· Assistent-coach: Ulderink